# Восстание Невидимки
Восстание Невидимки (каз. Көктемір көтерлісі) — возникло осенью 1775 года и явилось новой формой борьбы в казахском Младшем жузе после подавления восстания Пугачёва.

## Объяснение названия
Восстание Невидимки, известное также как Көктемір көтерілісі, получило свое название благодаря легендарной фигуре, которая возглавила это движение. В сентябре 1775 года в аулах казахских родов Табын и Тама появился человек, которого называли «Көктемір» (в переводе с казахского — «Весеннее железо») или «Невидимка» (Көрінбес). Это имя связано с мистическим образом лидера восстания, который, согласно народным рассказам, обладал сверхъестественными способностями быть невидимым и внушал людям веру в продолжение борьбы против колониального гнета Российской империи.
Позже выяснилось, что под именем Көктемір скрывалась 22-летняя казахская женщина Сапура Матенкызы из рода Табын. Она использовала легенду о «невидимом» лидере для мобилизации народа на борьбу. Сапура утверждала, что Емельян Пугачев жив и вернется с армией для освобождения угнетенных. Эта идея вдохновляла казахов, переживших репрессии после подавления восстания Пугачева, и вновь поднимала их на борьбу.
Название «Невидимка» также связано с тем, что личность лидера долгое время оставалась загадкой. Народные предания приписывали ему мистические черты: способность исчезать, появляться неожиданно и влиять на людей. Эти легенды усиливали харизму движения и привлекали к нему новых сторонников.
Таким образом, название восстания отражает как мистический образ его лидера, так и стратегию Сапуры Матенкызы по созданию мифа для сплочения народа в борьбе за свои права.

## Ход восстания
В сентябре 1775 года в родах Табын и Тама Младшего жуза появился человек, имя которого было легендой. Казахи называли его Коктемиром или Невидимкой. Считая себя преемником Пугачева, «Невидимка» агитировал за продолжение борьбы. Призывы его пользовались большой популярностью в аулах Младшего жуза. Позже выяснилось, что невидимка, это 22-летняя Сапура из рода Табын.
Весной 1776 года, отряды Сейдалы султана совершили ряд походов против башкир, участвовавших в карательных экспедициях. Вдоль пограничной линии, вновь стало неспокойно, казахские отряды стали совершать нападения на крепости, сжигать фураж и продовольствие, захватывать пленных. Большие отряды восставших, численностью 10 тысяч человек нападали на крепости, поселения и города. Были совершены нападения на Верхнеуральскую, Таналыцкую, Орскую крепости, на Илецкую защиту и Оренбург.
Напуганные новыми отголосками «Восстания Пугачёва», правительство Екатерины II стало подкупать феодальную верхушку Младшего жуза. Таким образом, ещё в феврале 1776 года, от восстания отошёл Дусалы-султан вместе со многими другими феодалами. Это внесло раскол в лагерь Коктемира, и опасаясь новых репрессий, восставшие казахи откочевали вглубь степей.

## Итоги восстания
Казахское население сопротивлялось попыткам укрепить колониальное правление, и восстания, произошедшее в Казахстане между 1773 и 1775 годами, привело к изданию 27 августа 1782 года императорского указа, который можно считать уступкой царизма. Согласно этому указу, который был передан для исполнения генерал-губернатору Апухтину, казахам Младшего жуза разрешался перегон скота через Яик, но при условии договора с владельцами земельных участков и внесении определённой платы:

«Буде киргисцы прикочуют к пределам уфимским и оренбургским и будут требовать, чтоб по причине безкормицы скот их пущен был на земли тех областей, тогда, смотря на возможность и удобности, буде земли нанять хотят, а и в наймы отдать их пожелают, то поступать, как в подобных случаях водится между подданными по добровольному соглашению»